# St. Martin (Geroda)

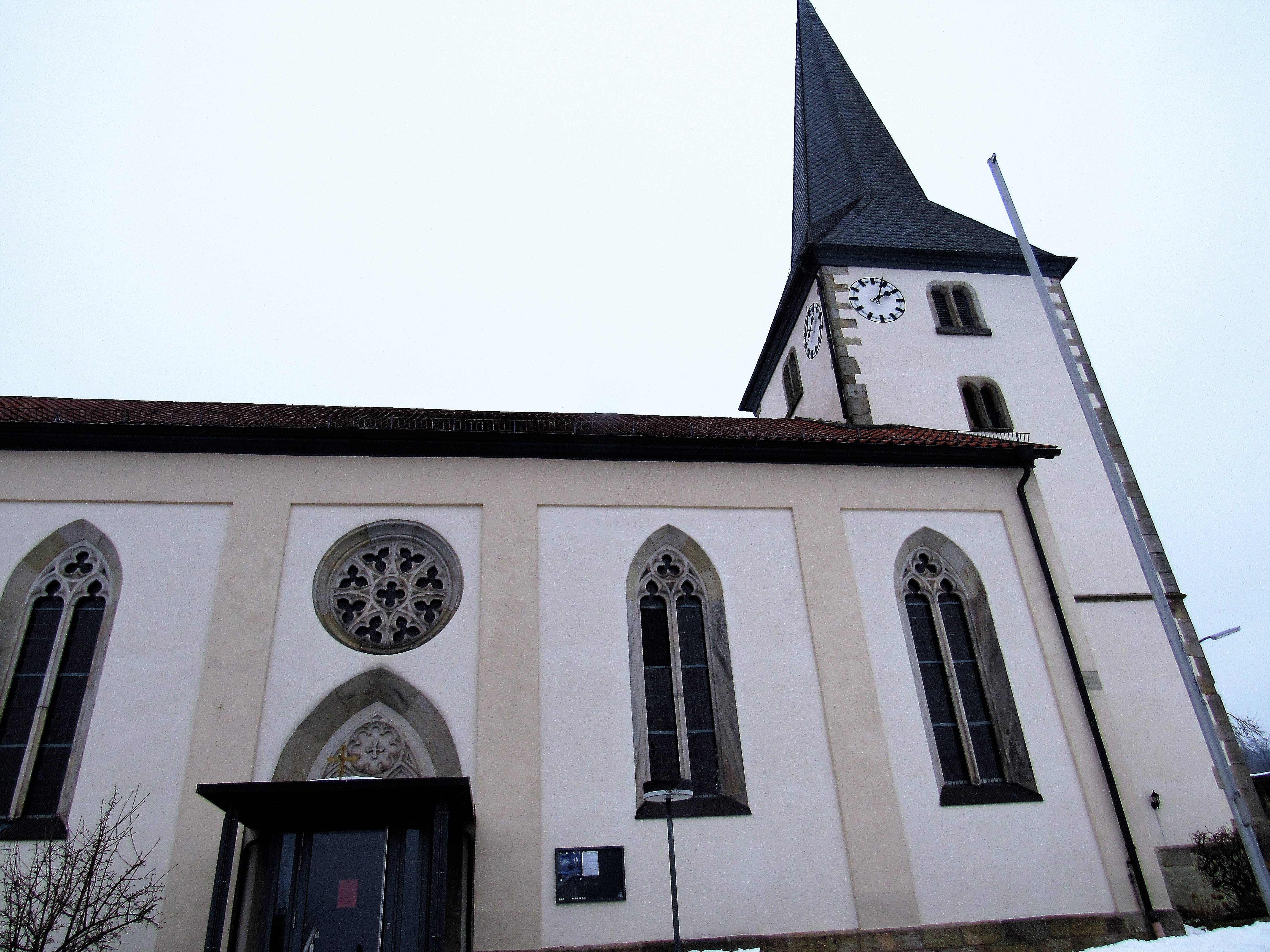
Die Kirche in Geroda

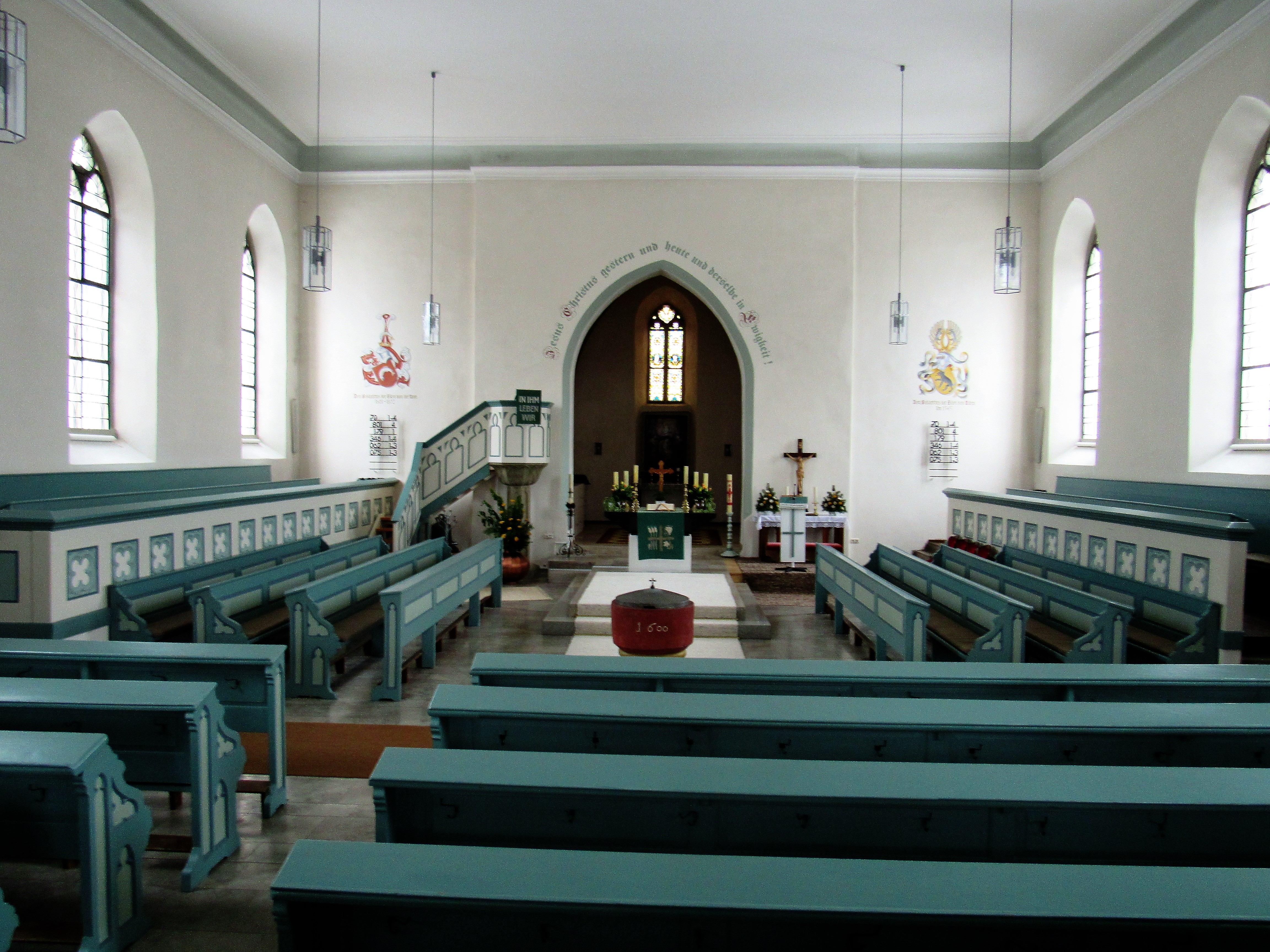
Inneres der Kirche

Die evangelisch-lutherische Pfarrkirche St. Martin ist die Dorfkirche von Geroda im unterfränkischen Landkreis Bad Kissingen. Die Kirche gehört zu den Baudenkmälern von Geroda und ist zusammen mit der Kirchhofmauer unter der Nummer D-6-72-126-1 in der Bayerischen Denkmalliste registriert. Die Kirchengemeinde ist Teil des Dekanats Lohr am Main.

## Geschichte
Geroda war ursprünglich eine Filialkirche der Urpfarrei Brend. Wegen der großen Entfernung nach Brend bestand schon in der ersten Hälfte des 14. Jahrhunderts eine Kapelle. Zu dieser gehörte wohl der heute bestehende gotische Kirchturm. Im Jahr 1345 erhob der Würzburger Bischof Otto II. von Wolfskeel Geroda unter Loslösung von Brend zur selbständigen Pfarrei. Nach Einführung der Reformation in Geroda 1550 wurde im Jahr 1558 ein erster evangelischer Pfarrer bestellt. Die Freiherren von der Tann unterbanden als Dorfherren alle gegenreformatorischen Übergriffe der Abtei Fulda und des Bistums Würzburg. So blieben Geroda und Platz evangelisch in einer katholischen Gegend. 1862 wurde das Langhaus der Kirche errichtet. Seit dem Jahr 1999 dient die ehemalige Synagoge in der Nähe der Kirche nach Umbau als Pfarrheim.

## Beschreibung
Der Kirchturm steht als Chorturm im Osten. Der Chorraum besitzt ein Sterngewölbe und in der nördlichen Wand eine gotische Sakramentsnische. Das Langhaus ist dagegen flachgedeckt. Links und rechts neben dem Chorbogen sind die Wappen der Freiherren von der Tann und der Freiherren von Bibra zu erkennen. In der Mitte vor dem Chorbogen steht der Altar mit einem Kruzifix, links und rechts davon die hölzerne Kanzel auf einer Steinsäule und ein weiterer Altar mit Kruzifix. Der Taufstein in einem kräftigen Rot trägt die Jahreszahl 1600. Auf der westlichen Empore ist die Orgel mit einem barocken Prospekt aus der Zeit um 1680 aufgestellt.